# Gospodarstvo Kirgistana
Gospodarstvo Kirgistana uglavnom se bazira na poljoprivedi. Kirgistan je siromašna, planinska, slabije razvijena zemlja.
Glavni poljoprivredni proizvodi su: pšenica, krumpir, šećerna repa, pamuk, vuna, duhan, voće, govedina i janjetina, a glavni izvozni proizvodi su: pamuk, vuna i meso. Industrijski izvoz uključuje: zlato, živu (nalazište Hajdarkan), uranij i struju. Kirgistan je veliki proizvođač olova i volframa koje vadi iz nalazišta Trudovog. Vrlo je važan izvoz zlata, prvenstveno iz rudnika Kumtora. Prvo se je intenzivno vadilo lignit iz ugljenokopa Kara-Kečinska.
Kirgistan je jedna od zemalja bivšeg Sovjetskog Saveza, koja je s najviše entuzijazma krenula u gospodarske reforme u procesu tranzicije prema tržišnom gospodarstvu. Prvi je primljen u Svjetsku trgovinsku organizaciju od zemalja bivšeg SSSR-a.
Nakon uspješnog ekonomskog programa stabilizacije, koji je spustio inflaciju od 88% 1994. godine na 15% u 1997. godini, pažnja se okrenula na poticanje rasta. Većina je državnih poduzeća prodano. Pad proizvodnje bio je velik, nakon raspada Sovjetskog Saveza 1991., ali sredinom 1995., proizvodnja se počela oporavljati i izvoz je počeo rasti.
Umirovljenici, nezaposleni i državni službenici s vrlo niskim plaćama i dalje nailaze na velike poteškoće. Međunarodna pomoć igra važnu ulogu u gospodarskom oporavku zemlje. Vlada je poduzela niz mjera za borbu protiv teških problema poput prekomjernog vanjskog duga, inflacije, neadekvatnog poreznog sustava i utjecaja gospodarskih previranja u Rusiji. Kirgistan je ostvario snažan rast svake godine od 1999. godine do pojave svjetske financijske krize.

## Inozemna ulaganja
Najveća po iznosu inozemna ulaganja u Kirgistan 2012. bila su iz Kazahstana (više od 1 mlrd dolara). Na drugom mjestu nalazi se Turska s više od 450 mil. dolara.

## Vanjske poveznice
- Gospodarstvo Kirgistana